# William Owen Stanley
Pour les articles homonymes, voir Stanley.
William Owen Stanley (13 novembre 1802 - 24 février 1884)  est un homme politique du Parti libéral .

## Biographie
Stanley est le fils de John Stanley (1er baron Stanley d'Alderley), et de Lady Maria Josepha, fille de John Baker Holroyd (1er comte de Sheffield). Son frère jumeau aîné est Edward Stanley (2e baron Stanley d'Alderley). Il devient notaire . Stanley épouse Ellin Williams, fille de Sir John Williams de Bodelwyddan, Flintshire en 1832. Il est l'héritier du domaine Penrhos à Anglesey où il réside toute sa vie .
Stanley est député pour Anglesey (1837-1847)  la Ville de Chester (1850-1857)  et Beaumaris (1857-1874) . Il est aussi Lord Lieutenant d'Anglesey (2 mars 1869 - 24 février 1884)  et capitaine puis adjudant dans les Grenadier Guards . En tant qu'antiquaire de grande réputation, il est l'auteur d' Anglesey (1871) et contribue de nombreuses publications celtiques, en particulier sur des sujets celtiques et ses fouilles à Holyhead et Castell, Anglesey, à Archaeologia Cambrensis. En 1855, il supervise la construction de Holyhead Market Hall, qui est aujourd'hui une bibliothèque et des bureaux.
Stanley fait don d'une collection d'antiquités d'Anglesey au British Museum en 1870 et 1881 . Son monument funéraire se trouve dans l' église St Cybi, Holyhead.